# Michael Mifsud
Michael Mifsud (17 d'abril de 1981) és un futbolista maltès de la dècada de 2000.
Fou 132 cops internacional amb la selecció maltesa.
Pel que fa a clubs, defensà els colors de clubs com Sliema Wanderers, Kaiserslautern, Lillestrøm, Coventry City FC, o Valletta.

## Referències

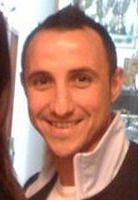
Mifsud el 2010.